# Каралаатсай
Каралаатсай (каз. Қаралаатсай, до 199? г. — Калинино) — упразднённое село в Мугалжарском районе Актюбинской области Казахстана. Входил в состав сельского округа им. Кудайбергена Жубанова. Код КАТО — 154843300. Исключен из учётных данных в 2013 г.

## Население
По данным всесоюзной переписи 1989 года в селе Калинино проживало 133 человека, основное население — казахи
В 1999 году население села составляло 71 человек (37 мужчин и 34 женщины). По данным 2009 года, в селе не было постоянного населения.